# Frits Bernard
Frits Bernard (Rotterdam, 28 augustus 1920 – aldaar, 23 mei 2006) was een Nederlandse psycholoog en seksuoloog. Hij was een voorvechter voor de rechten van homoseksuelen en pedofielen.

## Levensloop
Hoewel Bernard in Nederland geboren was, verhuisde hij op zevenjarige leeftijd naar Spanje waar hij les kreeg aan de Duitse internationale school. Kort voor de Tweede Wereldoorlog keerde hij terug naar Nederland.
Bernard studeerde psychologie aan de Universiteit van Amsterdam en promoveerde aan de Katholieke Universiteit Nijmegen bij Theo Rutten. Een van zijn studiekennissen was Jan Hanlo, die evenals hij efebofiel was.
Eind jaren vijftig werd dr. Bernard lid van de belangenorganisatie voor homoseksuelen COC en schreef onder het pseudoniem Victor Servatius in het COC-blad Vriendschap, waarin hij vooral vanuit wetenschappelijk perspectief over homoseksualiteit en pedofilie schreef. Op zeker moment werden echter hij en Edward Brongersma door de rest van de redactie op een zijspoor gezet.
Bernard en Brongersma waren sinds 1958 met elkaar bevriend en werkten aanvankelijk veel samen tijdens het begin van de emancipatorische beweging rond pedofilie. In 1975 ontstond echter een - zoals later bleek definitieve - breuk nadat Brongersma zich verzette tegen de inhoud van Bernards publicatie Pedofilie, waarin de resultaten waren verwerkt van een psychologisch onderzoek onder een groep pedofielen. Dit ideologisch geschil zette zich voort nadat Brongersma in 1976 een reeks baanbrekende artikelen publiceerde over genoemd thema in Intermediair. Bernard 'revancheerde' zich door kritische reacties in te sturen naar dit blad, onder zijn tweede schuilnaam (naast Victor Servatius) 'dr Ernst Otto Born'. Bernard zou daarna in zijn publicaties rond het controversiële thema de rol en activiteiten van Brongersma negeren, en de hoofdrol in de geschiedenis van het pedo-activisme in Nederland (en zelfs internationaal) naar zichzelf en zijn 'Enclave' toetrekken.
Bernard had in de jaren vijftig een eigen groep voor pedofielen opgericht met internationale vertakkingen, de Enclave Kringen. Begin jaren zestig had Enclave tevens een kleine uitgeverij in Den Haag, waar Bernard (onder zijn pseudoniem Victor Servatius) twee novellen publiceerde met een efebofiele thematiek, Vervolgde Minderheid en Costa Brava.
In de jaren zeventig leek het activisme van Bernard en anderen, inclusief zijn wetenschappelijk onderzoek, succes te hebben in het bespreekbaar maken van pedofilie in Nederland en elders, maar in de jaren tachtig en negentig keerde het tij opnieuw. Bernard bleef tot op hoge leeftijd publiceren, voornamelijk over pedofilie en andere van het algemene patroon afwijkende seksuele gedragingen (parafilieën).